# Enrique Ferrarese
Francesco Enrico Leopoldo Ferrarese (Cerea, 3 de julio de 1882 - Rosario, 1 de enero de 1968) fue un constructor y desarrollador inmobiliario ítaloargentino.

## Vida profesional
Francesco Enrico Leopoldo llegó a la Argentina a los dos años de edad ―con su padre, Giuseppe Ángelo Ferrarese, y su madre, Luigia Martini―. Fue anotado como «Enrique» Ferrarese.
Se casó con Ana Carrasco-González (1888-1924), una inmigrante española. Tuvieron cuatro hijos: Enriquito, Blanca, Ali y Noemí. Ali tuvo una hermana melliza, Ada, que falleció muy tempranamente y cuyo nombre, sumado al de Ali, componía "Aliada" en homenaje a los aliados en la 1a.Guerra Mundial.
Enrique fundó con su hermano Guido la empresa constructora Ferrarese Hermanos y Cía. La firma comenzó a trabajar sobre todo en fachadas, detalles decorativos y acabados de yeso.
El primer proyecto importante fue La Bola de Nieve, una gran estructura esférica en la parte superior de un edificio ubicado en la intersección de calles Córdoba y Laprida, frente a la plaza Veinticinco de Mayo y la Catedral de Rosario. El edificio La Bola de Nieve se erige hoy como uno de los hitos arquitectónicos de Rosario.
El almacén de Ferrarese Hnos. estaba ubicado en calle Callao 1251, en las afueras de Rosario.
Poco después Ferrarese Hermanos y Cía. pasó a construir casas de familia y una serie de estaciones de servicio para la compañía petrolera holandesa Shell.
Una de las obras más importantes fue la construcción de otro edificio emblemático de Rosario, el conocido como el palacio La Rosario ―en la intersección de Urquiza y Entre Ríos―, que en 1928 se convertiría en el lugar de nacimiento del legendario guerrillero Ernesto Che Guevara.
Siguiente en la línea llegó el Palacio Fuentes ―construido entre 1922 y 1927―, un hito reconocible y uno de los primeros rascacielos de América del Sur. Está situado en la intersección de las calles Santa Fe y Sarmiento, frente al bar El Cairo, otro ícono de la ciudad.
Otros proyectos realizados por Ferrarese Hermanos y Cía. bajo la dirección de Enrique Ferrarese fueron el Club Rosarino de Pelota, el Barrio Fisherton Golf Club, la tribuna del estadio Newell’s Old Boys (en el Parque Independencia, que muestra el primer «techo de vuelo» (no sostenido por estructuras columnares) de América del Sur.
En Buenos Aires, Ferrarese dirigió la construcción de viviendas por encargo de la condesa de Chateaubriand, que posiblemente fue uno de los últimos edificios conocidos erigido por la empresa.
Enrique Ferrarese murió en Rosario el 1 de enero de 1968, a la edad de 86 años.

## Galería

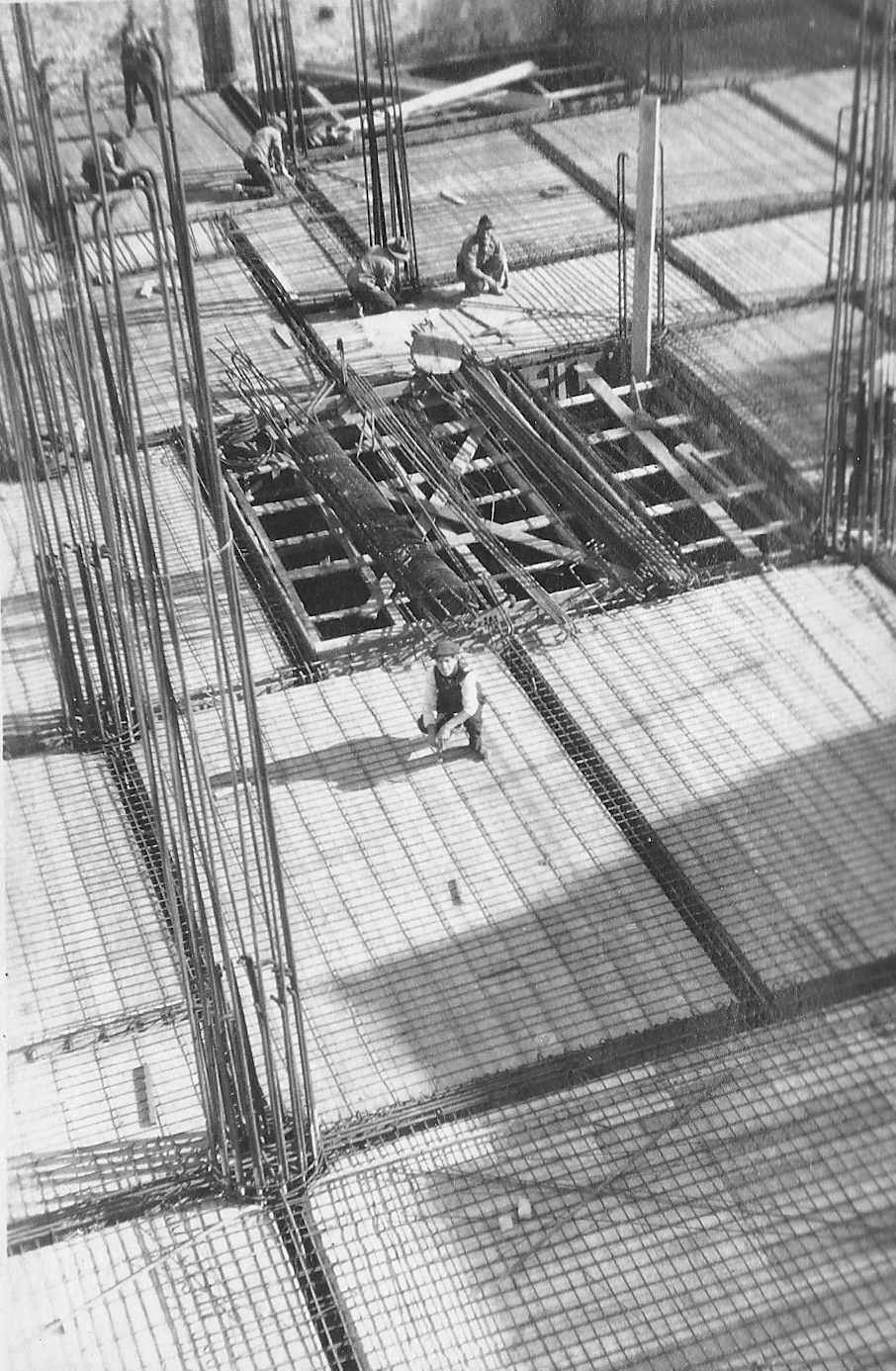
Construcción del Palacio Fuentes (imagen del 30 de abril de 1924 por el propio Ferrarese; la foto donada por la familia Montes-Bradley, emparentada con Ferrarese).
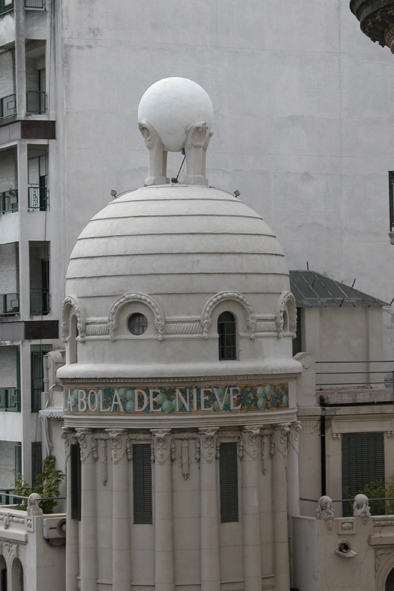
Cúpula del edificio La Bola de Nieve, esquina de Laprida y peatonal Córdoba.
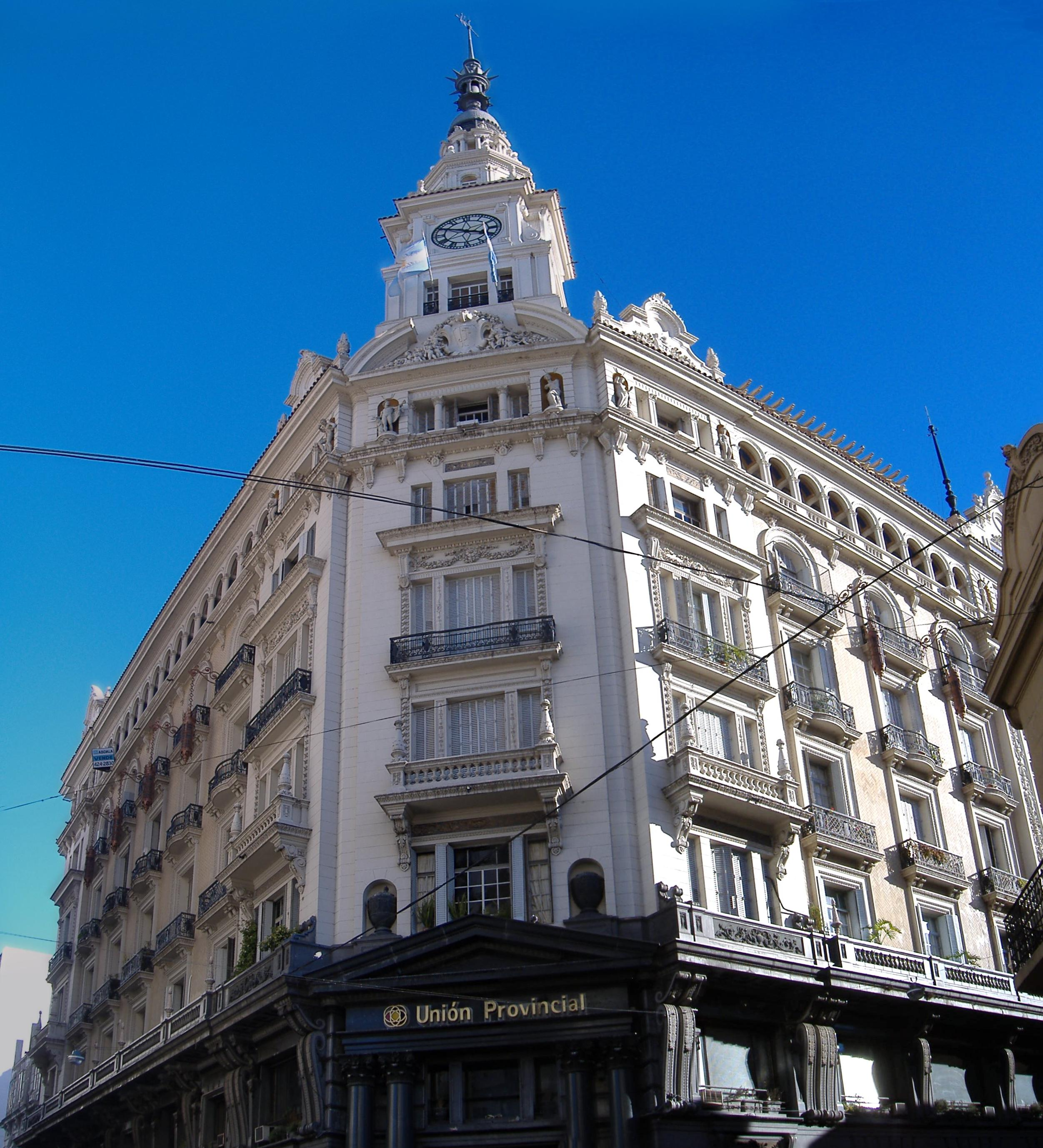
El Palacio Fuentes, en la actualidad, esq. de Santa Fe y Sarmiento.

- Datos: Q5379692